# Aplysia fasciata
Aplysia fasciata är en snäckart som beskrevs av Jean Louis Marie Poiret 1798. Aplysia fasciata ingår i släktet Aplysia och familjen sjöharar. Inga underarter finns listade i Catalogue of Life.

## Bildgalleri

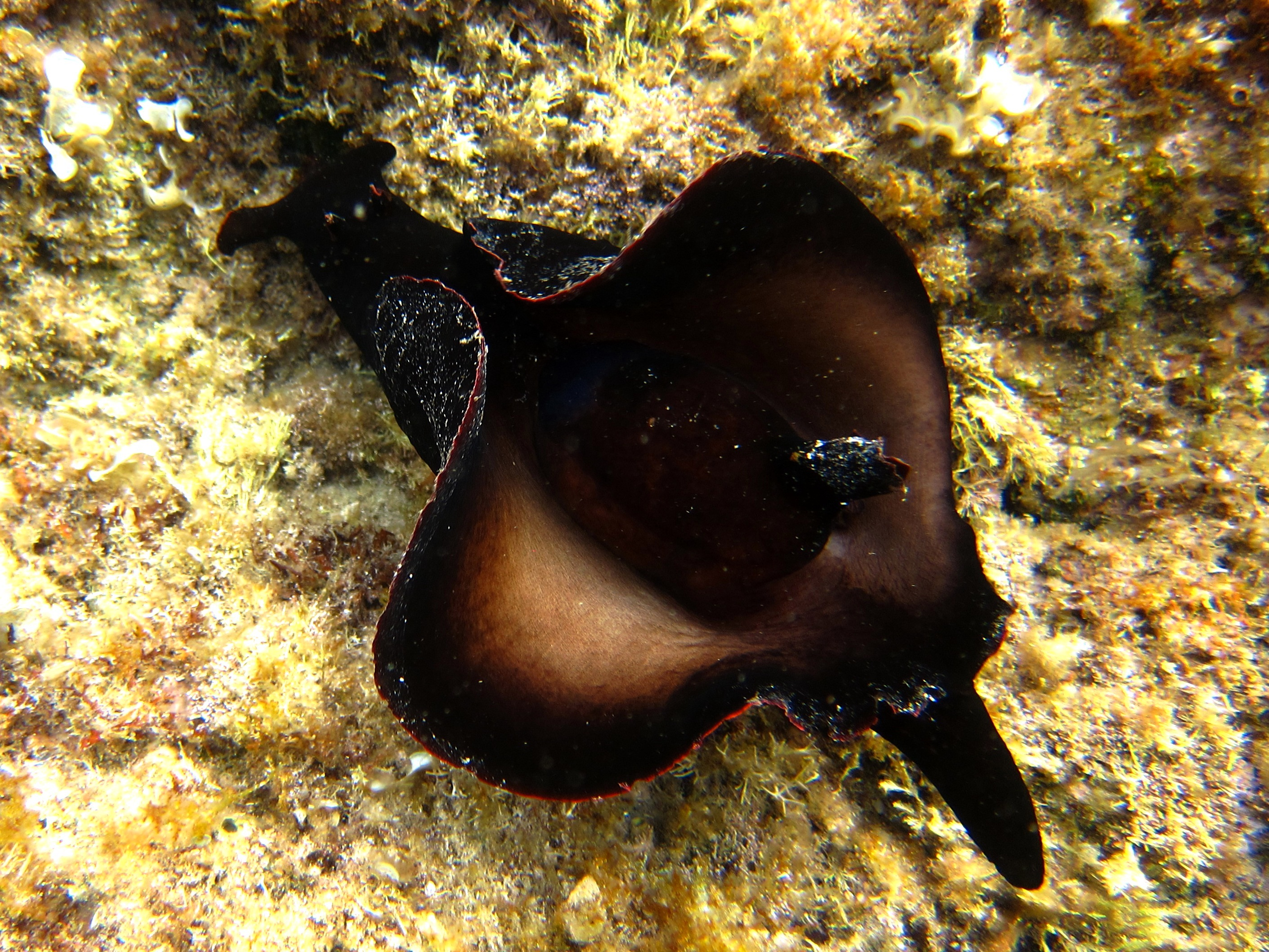
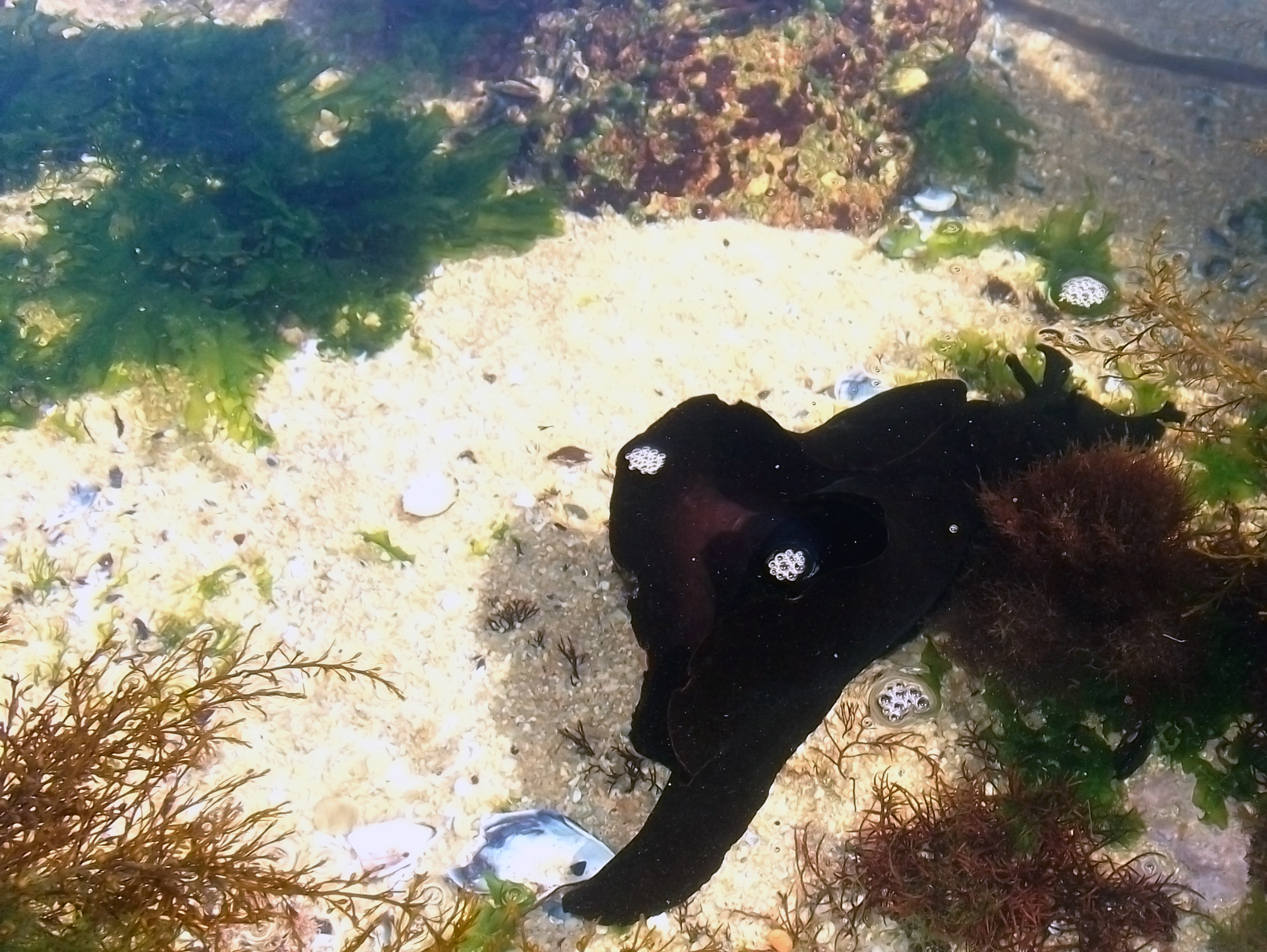
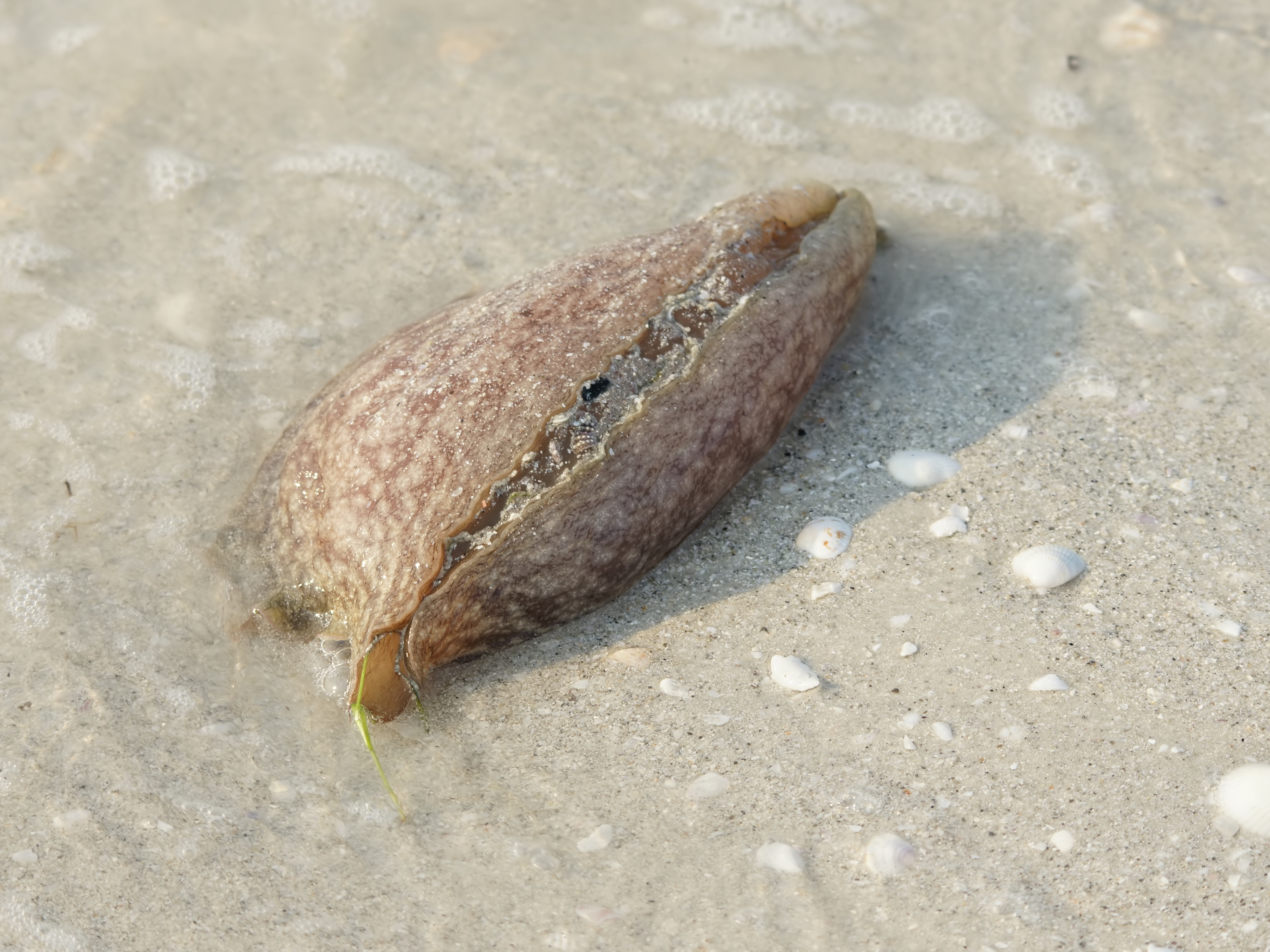
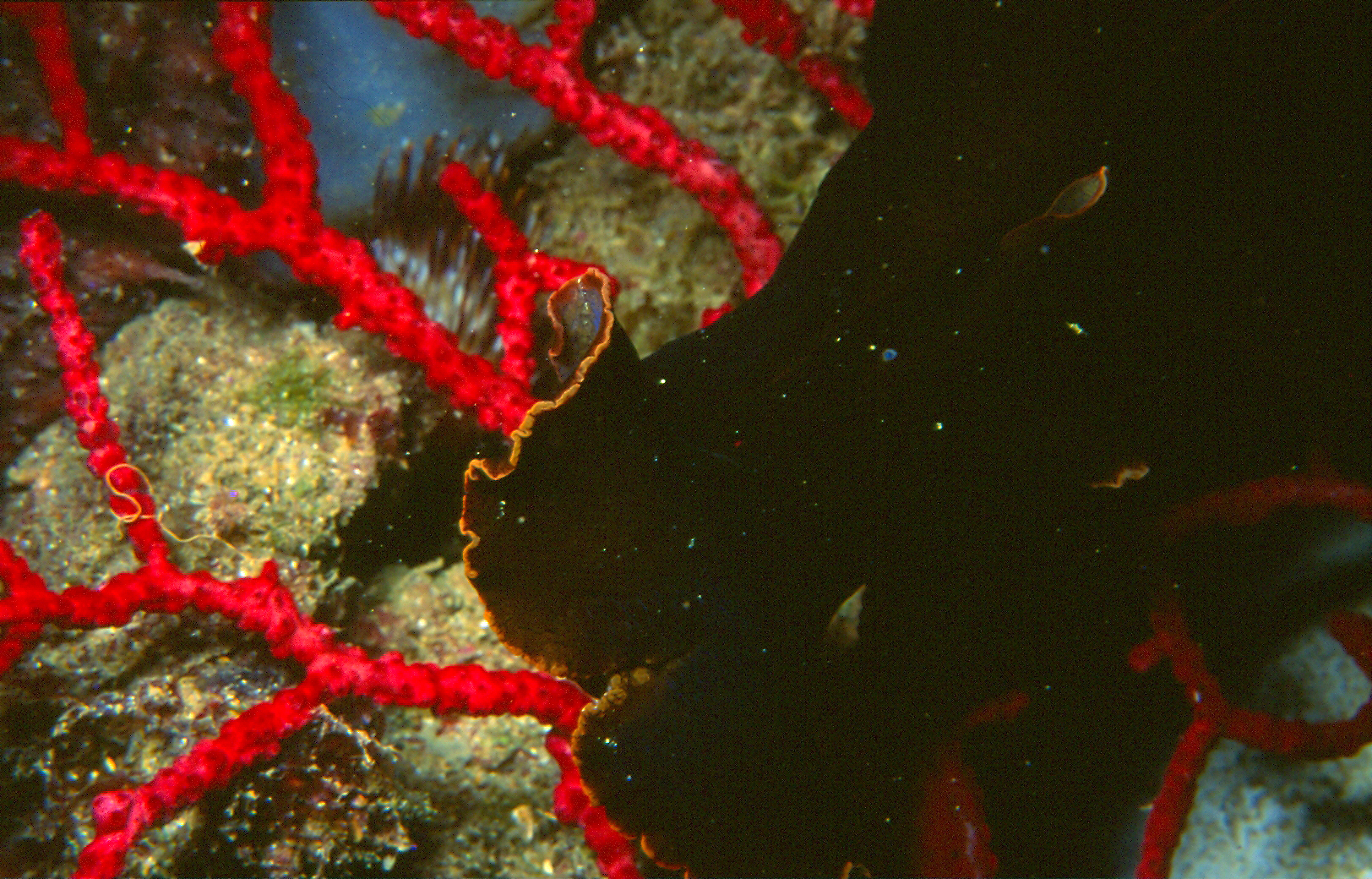
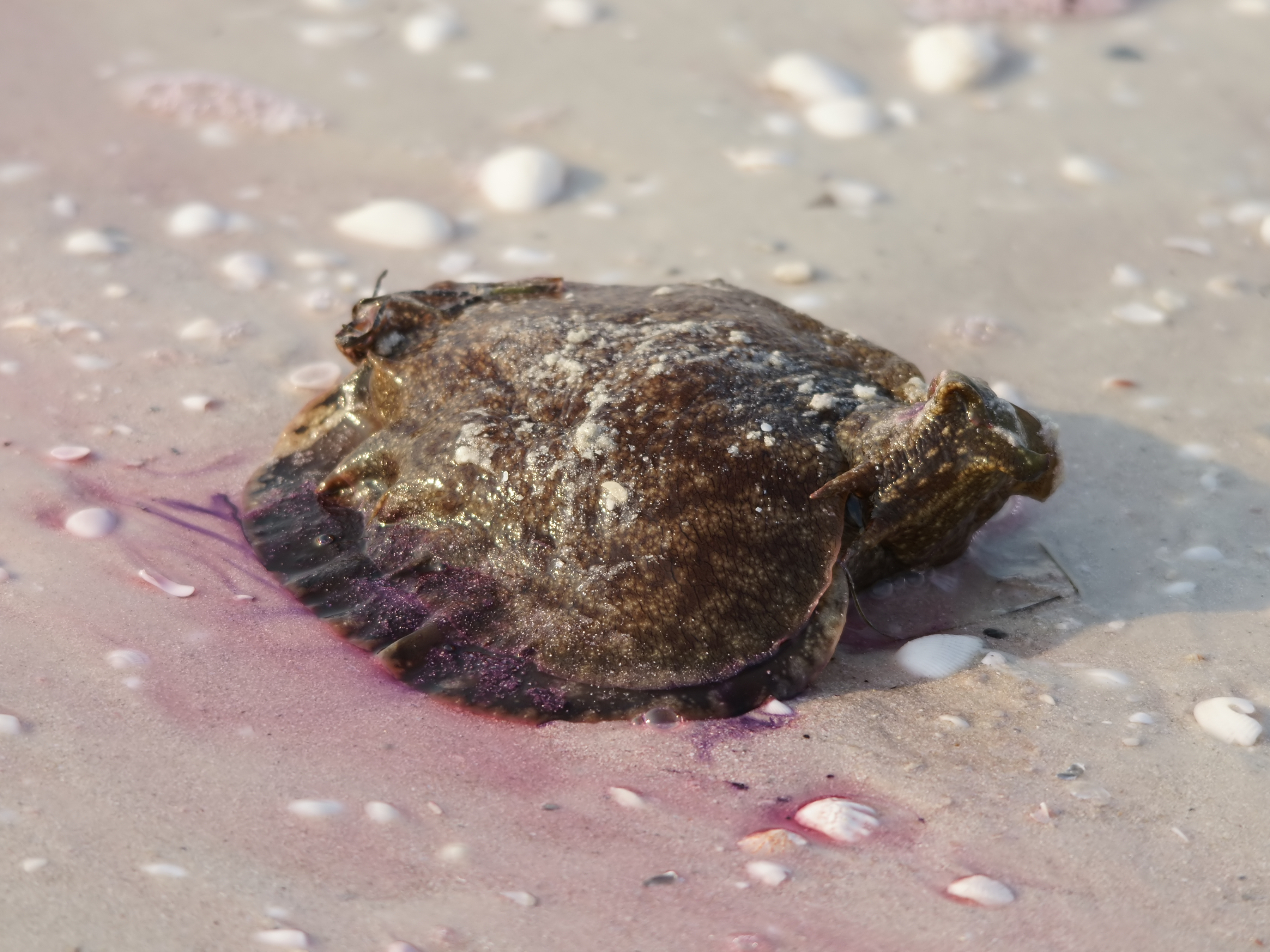